# Архангельский уезд
Арха́нгельский уе́зд  — административная единица в составе Архангелогородской губернии, Вологодского наместничества, Архангельского наместничества и Архангельской губернии, существовавшая до 1929 года. Центр — город Архангельск.

## География
Архангельский уезд занимал среднюю часть Архангельской губернии и на северо-востоке граничил с Белым морем. Наиболее значительная река, Северная Двина, судоходна на всём пространстве и давала значительные заработки жителям. В уезде находилось большое количество небольших озёр. Поверхность уезда довольно ровная, лишь по Зимнему берегу Белого моря расположены невысокие Зимние горы. Хорошие луга по берегам Северной Двины способствовали скотоводству, особенно разведению рогатого скота холмогорской породы.
Площадь уезда была равна 30,5 тыс. км² в 1897 году и 85,6 тыс. км² в 1926 году.

## Предстория

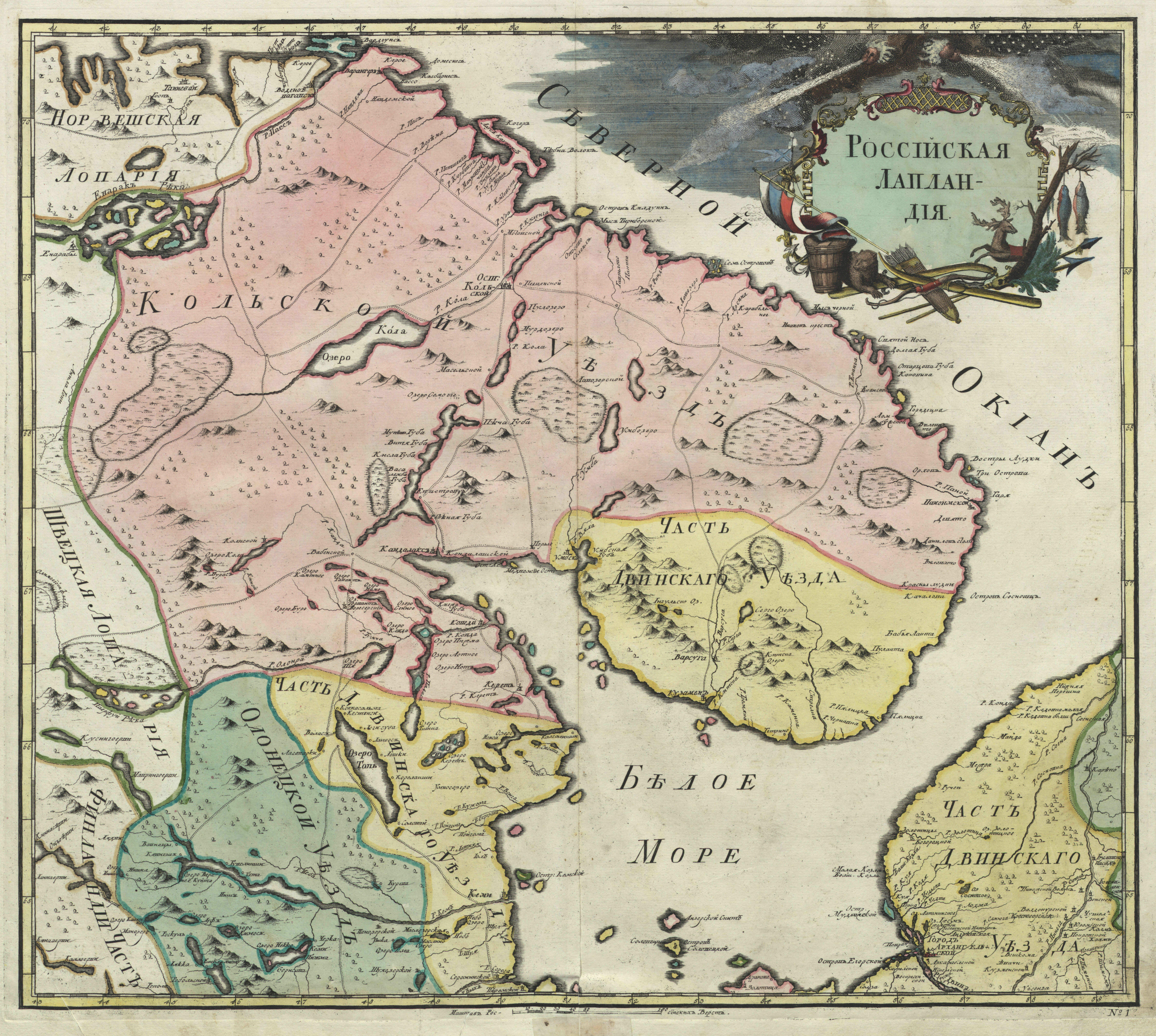
Северо-Запад Двинского уезда, 1745 год (обозначен жёлтым)
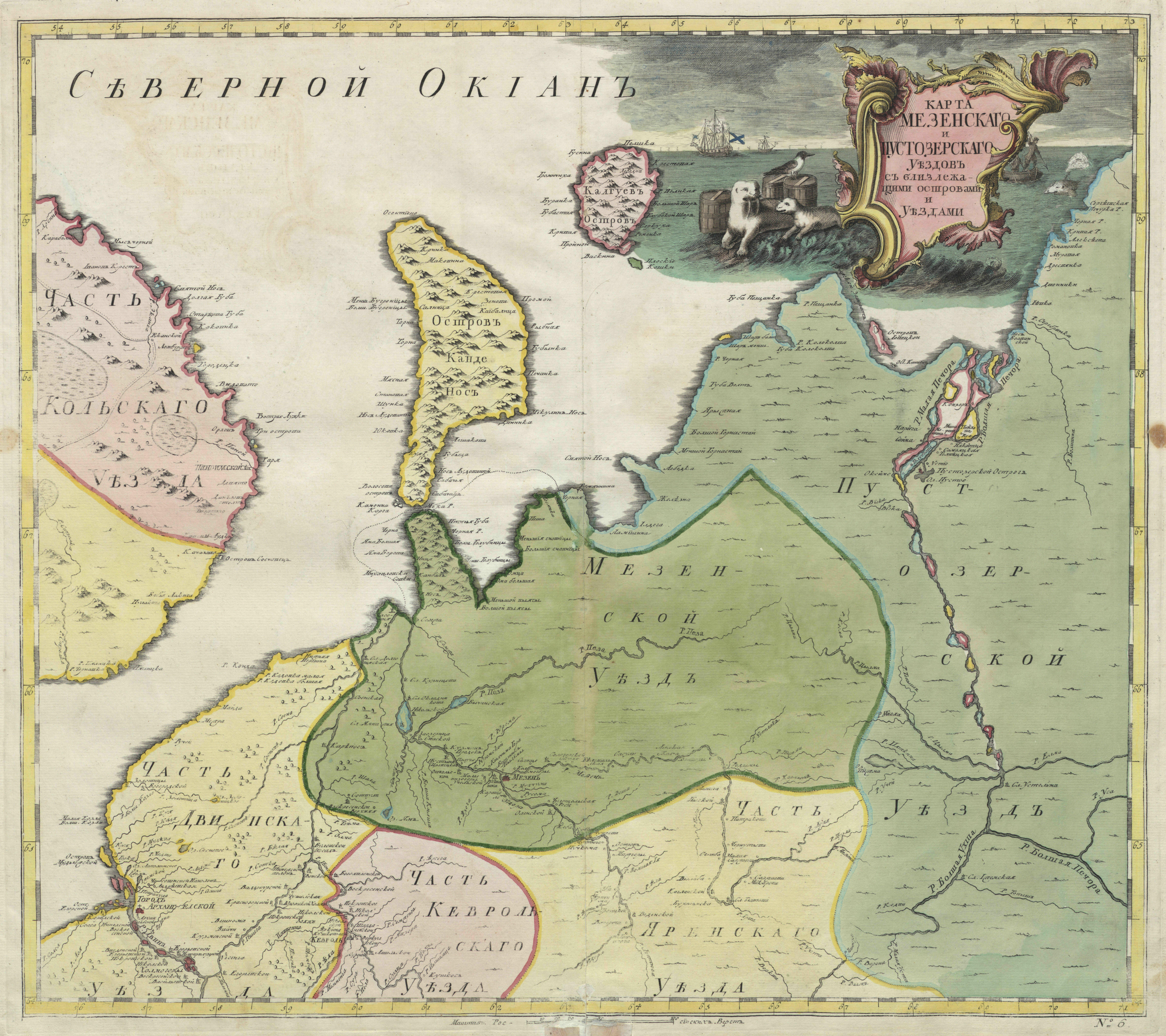
Северо-Восток Двинского уезда, 1745 год (обозначен жёлтым)
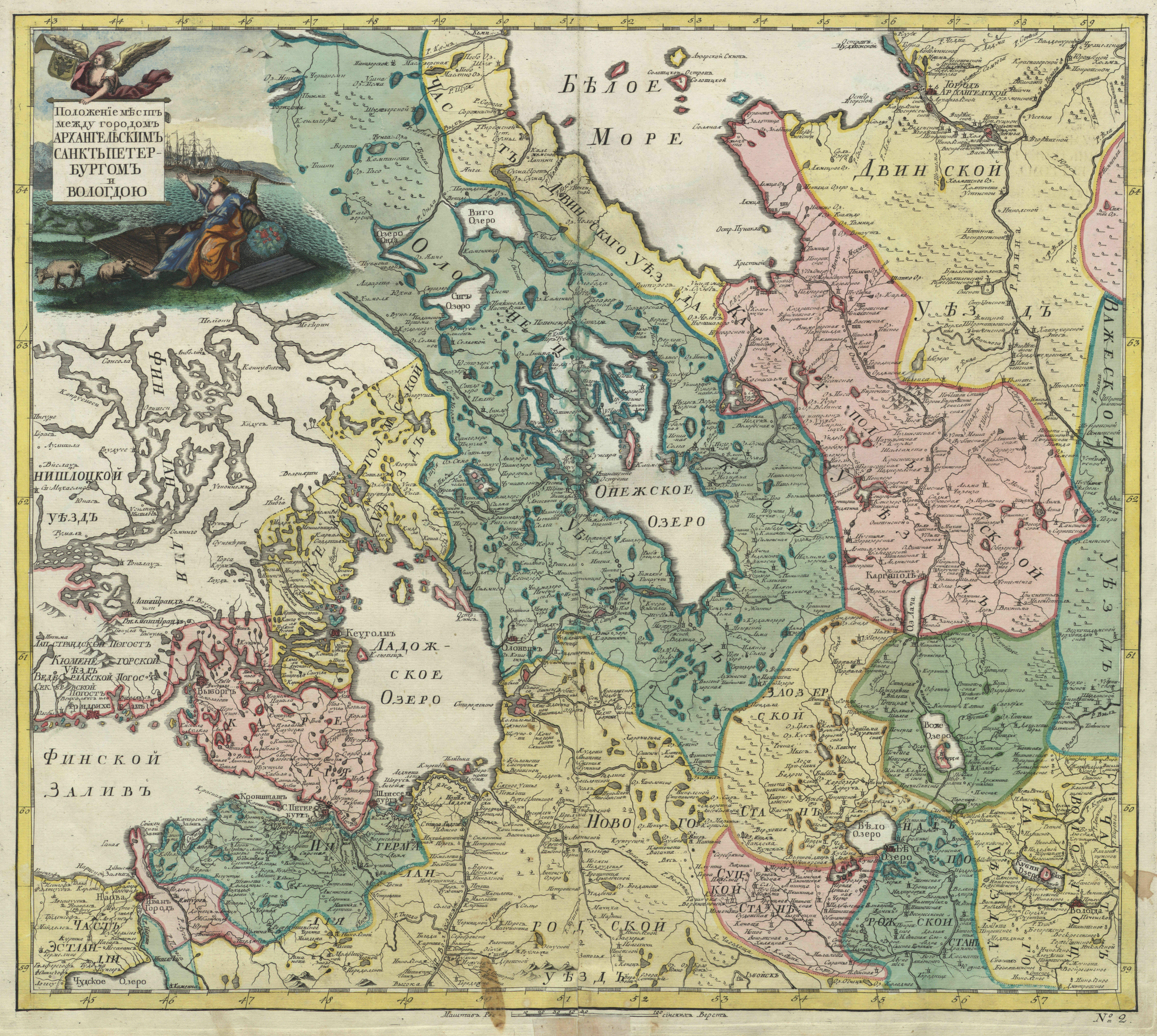
Юг Двинского уезда, 1745 год (обозначен жёлтым)

Предшественниками Архангельского уезда были Двинская земля и Двинской уезд. 
Двинская земля подчинилась Москве лишь в XV веке, после падения Новгорода. В XVI веке к Двинскому уезду относились также Умбская и Варзужская волости, находившиеся на территории Кольского полуострова. В XVI—XVII веках Двинской уезд делился на станы: Андрианов, Емецкий, Калеский, Терпилов, Кузонемский, Низовской, Загорский, Лентьев, Алексеев, Сояльский и Андреянов ста; волости: Заостровская, Лисоостровская, Уйма, Княжостров, Кехта, Койдокурская, Куреская, Матигорская (Борисоглебский и Никольский приходы), Мудьюга, Куростров, Ухтостров (Троицкий и Богоявленский приходы), Чухченема, Ровдина гора, Быстрокурская, Кегостров, Пинежская, Паниловская, Ступинская, Ракульская, Сийская, Пингиш, Хаврогоры, Калья и Репонема, Морж и Шастки, Звоз, Березник, Ныкола, Коскошина, Меландово, Теград, Зачачье и Чухчин конец, Погоская сотня прилук, Щукозеро и Обозеро, Умба, Варзуга, Погост Яренга, Чёлмохта, Пукшенга, слободки Солза и Отхожа. В 1702 году административный и военный центр Двинского уезда был переведён из Холмогор в Архангельск.
Во время административной реформы Петра I в 1708 году, Двинской уезд утратил самостоятельность и был включён в состав Архангелогородской губернии. При учреждении провинций в 1719 году Двинской уезд отошёл к Двинской провинции Архангелогородской губернии, в составе которой и оставался до 1775 года, когда деление на провинции было упразднено. В XVIII веке Двинской уезд делился на трети: Околопосадную и Волокопинежскую (район Холмогор и бассейн Пинеги), Низовскую (район Архангельска и побережья Белого моря) и Емецкую треть.

## История

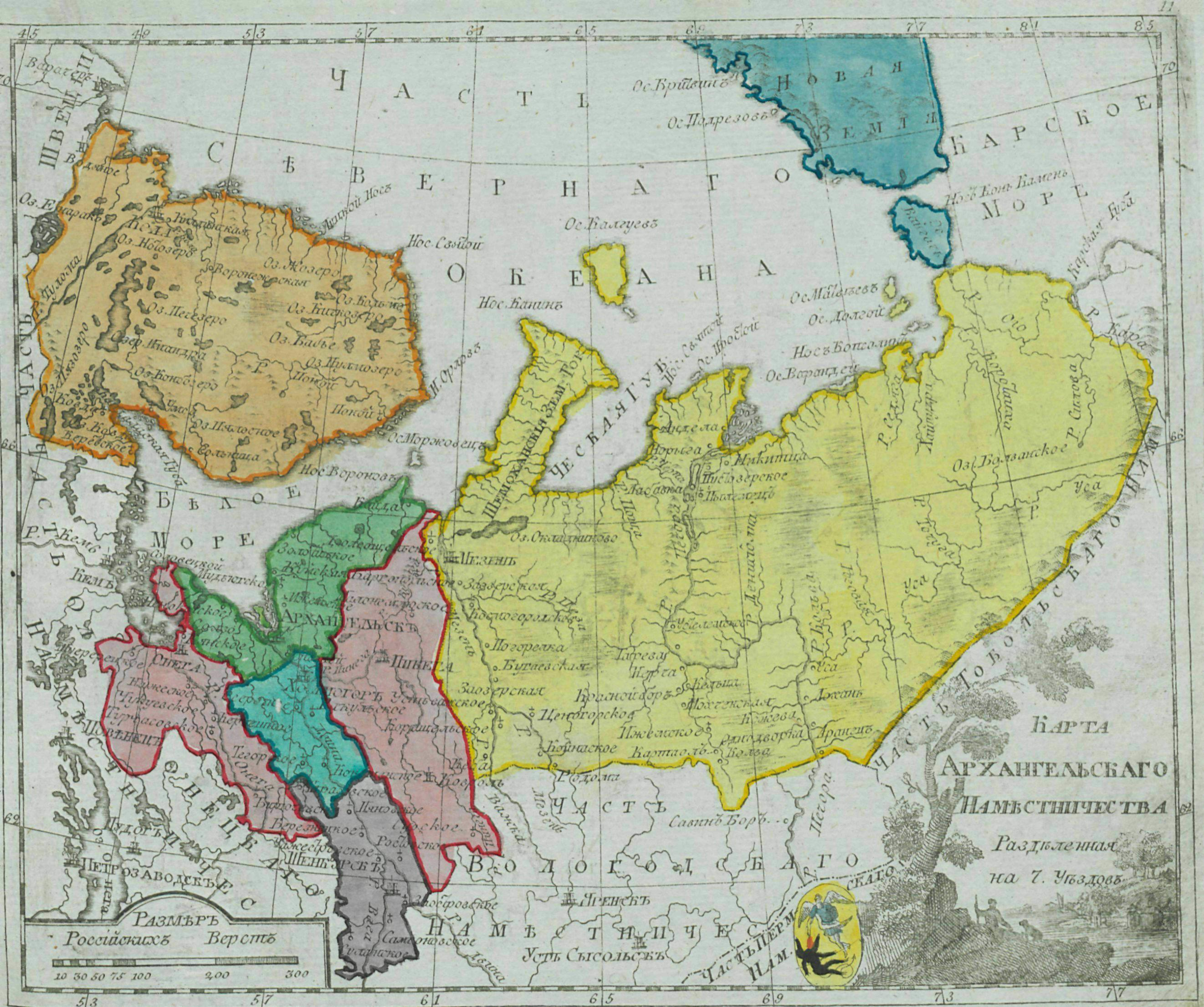
Архангельский уезд, 1792 год (обозначен зелёным)

В 1780 году Архангелогородская губерния была упразднена, а города Архангельск и Холмогоры с окрестными землями отошли к Архангельской области Вологодского наместничества. Двинский уезд был разделён на Архангельский и Холмогорский уезды. В 1784 году из Архангельской области было образовано самостоятельное Архангельское наместничество. В 1796 году вместо Архангельского наместничества была образована Архангельская губерния.
В 1924 году Лисестровская, Рикасовская и Яковлевская волости были объединены в Исакогорскую волость, а Соломбальская волость включена в состав Подгородней волости. Летнезолотицкая волость Онежского уезда была передана в состав Архангельского уезда (вошла в состав Сюземской волости). В 1925 году к Архангельскому уезду был присоединён Емецкий уезд, а в 1927 году — Пинежский уезд.
В 1929 году Архангельская губерния и все её уезды были упразднены. Территория Архангельского уезда отошла к новому Северному краю и вошла в состав Архангельского округа.

## Административное деление
В 1866 году отд. сельские общества Золотицкое и Майденское отошли к Мезенскому уезду; в том же году отдельные сельские общества преобразованы в волости. В 1890-х Золотицкая волость вновь причислена к 1 стану Архангельского уезда.
В 1900 году из Вознесенской волости 2 стана выделена Пустошинско-Амосовская того же стана.
В 1905 году в состав Архангельского уезда входил 1 город, 3 посада и 12 волостей:
| № п/п | Волость (посад)                | Центр                | Население, чел. |
| ----- | ------------------------------ | -------------------- | --------------- |
| 1     | Архангельск                    | г. Архангельск       | 27 100          |
| 2     | Ненокский посад                | Ненокский посад      | 1713            |
| 3     | Унский посад                   | Унский посад         | 749             |
| 4     | Лудский посад                  | Лудский посад        | 639             |
| 5     | Вознесенская волость           | д. Марковская        | 11 787          |
| 6     | Золотицкая волость             | д. Верхне-Золотицкая | 1363            |
| 7     | Кехотская волость              | д. Марковская        | 5513            |
| 8     | Лявленская волость             | д. Яршевская         | 2332            |
| 9     | Патракеевская волость          | д. Патракеевская     | 2024            |
| 10    | Пустошинско-Амосовская волость | д. Пустошинская      | 1871            |
| 11    | Рикасовская волость            | с. Рикасово          | 8371            |
| 12    | Соломбальская волость          | д. Соломбальская 1-я | 2152            |
| 13    | Сюземская волость              | с. Сюзьма            | 1422            |
| 14    | Уемская волость                | д. Большесельская    | 2018            |
| 15    | Часовенская волость            | д. Погорельская      | 1715            |
| 16    | Яренгская волость              | с. Яреньга           | 1085            |

По данным на 1 января 1926 года уезд делился на 10 волостей, которые в свою очередь делились на 62 сельсовета (с/с):
- Вознесенская. Центр — село Вознесенье. 6 с/с
- Емецкая. Центр — село Емецк. 12 с/с
- Зимне-Золотицкая. Центр — село Верхняя Золотица. 1 с/с
- Исаковская. Центр — деревня Окулово. 6 с/с
- Кехотская. Центр — село Кехта. 5 с/с
- Летне-Золотицкая. Центр — село Летняя Золотица. 3 с/с
- Мехренгская. Центр — село Петровское. 3 с/с
- Подгородняя. Центр — город Архангельск. 9 с/с
- Сюземская. Центр — посёлок Нёнокса. 5 с/с
- Холмогорская. Центр — село Холмогоры. 12 с/с

## Население
В 1675 году во всех волостях и станах Двинского уезда был 2531 двор, в которых проживало 5602 человека. В том числе «на Колмогорах, по переписным книгам, посадских людей 645 дворов, людей в них 1391 человек».
По данным переписи 1897 года в Архангельском уезде проживало 61,0 тыс. чел. В том числе русские — 98,0 %. В городе Архангельске проживало 20,9 тыс. чел.. По данным 1926 года в уезде (увеличившемся к тому времени по площади) проживало 229,4 тыс. чел.

## Населённые пункты
Крупнейшие населённые пункты по переписи населения 1897 года, жит.:
- г. Архангельск — 20 882;
- посад Нёнокса — 1258;
- мон. Соловецкий — 915;
- с. Верхне-Золотицкое — 712;
- посад Унский — 702;
- посад Лудский — 567;
- с. Лопшинское — 558;
- д. Исакогорская — 536;
- д. Чуболонаволокская — 519;
- д. Кондратьевская — 518;
- д. Нижне-Рыболовская — 515;
- с. Ижемское — 508;
- д. Перхачевская — 505.